# 王守觉
王守觉（1925年6月27日—2016年6月3日），男，原籍江苏苏州，生于上海，中国半导体电子学家，中国科学院院士，曾任中国科学院半导体研究所研究员、中国科学院苏州纳米技术与纳米仿生研究所研究员。

## 生平
1925年6月27日生于上海，原籍江苏苏州。1949年毕业于同济大学。1949年至1950年，在中国科学院应用物理研究所工作任助理员。1953年至1956年，在第一机械工业部第二设计分局任主任设计师。1956年至1960年，在中国科学院物理研究所任副研究员。1960年以来，一直工作在中国科学院半导体研究所，先后担任研究员、室主任、副所长、所长等。1980年当选为中国科学院院士（学部委员）。

### 去世
2016年6月3日凌晨零点五分，在苏州逝世。

## 社会兼职
中国电子学会副理事长、同济大学信息工程学院名誉院长、中国人工智能学会神经网络与计算智能委员会名誉主任。

## 家族
祖父王颂蔚，祖母王谢长达。伯父王季烈。父亲王季同，兄弟姐妹王淑贞、王守竞、王明贞、王守璨、王守融、王守武等。